# Алан Дейл
Алан Х'ю Дейл (англ. Alan Hugh Dale, нар. 6 травня 1947, Данідін, Південний острів, Нова Зеландія) — новозеландський актор.

## Біографія
Алан Дейл народився 6 травня 1947 року в Данідіні, одним з чотирьох дітей. Його сім'я була порівняно бідна. Хоча Дейл був ніжною дитиною, він постійно піддавався знущанням з боку інших і так навчився захищатися і постояти за себе. Виріс у часи без телебачення та дуже полюбив театр і художню самодіяльність. Його перший виступ відбувся на шкільному концерті у 13 років. Хлопчик справив велике враження на актора Шеллі Бермана. Батьки Алана побудували свій власний аматорський театр в Окленді під назвою «The Little Dolphin Theatre». Алан також грав у регбі до 21 року, але залишив спорт заради акторської кар'єри. У Новій Зеландії ролі були обмежені, а точніше фільмів знімали небагато, тому Дейлу доводилося працювати на кількох роботах: у тому числі моделлю, продавцем машин і рієлтором. Працюючи молочником він почув роботу одного ді-джея на місцевому радіо і прийшовши в студію сказав, що зробив би краще. Вони дали йому спробувати, а потім підписали з ним контракт на мовлення в другу половину дня.
Свою першу роль на екрані він зіграв у телевізійній драмі «Радіохвилі», хоча вона і не увінчалася успіхом, Алан Дейл охарактеризував її як «дев'ять місяців ґрунтовної роботи й велике задоволення». Наприкінці 70-х років, Дейл переїхав до Австралії через обмежену роботу в Новій Зеландії. Він хотів вступити до Національного інституту драматичного мистецтва в Сіднеї, але не зміг, оскільки він був набагато старший, ніж хто-небудь на курсі. Незабаром він отримав роль в Доктора Джона Форреста в серіалі «Молоді доктора». У 1985 році Дейл виконав роль Джима Робінсона в австралійському телесеріалі «Сусіди», завдяки якому він здобув популярність у всьому світі, в тому числі й у Великій Британії. Він знімався в серіалі протягом восьми років, але з історії його персонаж помер і Дейл покинув проєкт. Свою роботу в цьому серіалі Дейл назвав «цікавою». Після «Сусідів» його єдиним регулярним джерелом доходу став голос за кадром. Проте в 1999 році він зіграв у телефільмі «Перша дочка». Після відкриття він міг говорити з переконливим американським акцентом і був присутній на прем'єрі фільму. У січні 2000 року він нарешті переїжджає зі своєю родиною в США. Дейл, його друга дружина Трейсі та їхній дворічний син Нік оселилися в жахливо маленькій квартирі в Лос-Анджелесі.
У віці 52-х років, його кар'єра була жвавою і він почав брати уроки акторської майстерності. Перша роль у США він зіграв у серіалі під назвою «Ознаки життя». Дейл отримав лише пару прослуховувань під час свого першого року в Америці, але його прорив стався, коли він зіграв південноафриканця Ала Паттерсона в чотирьох епізодах телесеріалу «Швидка допомога». З того часу, Дейл був «зайнятий, як ніколи». Він знявся в багатьох серіалах, таких як: «Військово-юридична служба», «Західне крило», «Секретні матеріали», «Морська поліція: Спецвідділ», «Торчвуд» і «Практика».
З 2003 по 2004 рік Дейл грав віцепрезидента США Джима Прескотта в детективному серіалі «24». З 2006 по 2010 рік грав жорстокого бізнесмена Чарльза Уідмора у відомому телесеріалі «Залишитися в живих», оскільки його роль була другорядною він паралельно з серіалом зіграв у фільмі «Індіана Джонс і Королівство кришталевого черепа».

## Фільмографія

### Відеоігри
| Рік  | Назва                         | Роль                               |
| ---- | ----------------------------- | ---------------------------------- |
| 2002 | X-Men: Next Dimension         | додаткові голоси                   |
| 2004 | EverQuest II                  | Доусон                             |
| 2005 | Yakuza                        | Маса Сера                          |
| 2006 | 24: The Game                  | Віцепрезидент Джим Прескотт        |
| 2012 | Mass Effect 3                 | Генрі Лоусон Капітан Аарон Соммерс |
| 2013 | The Bureau: XCOM Declassified | Доктор Алан Вейр                   |